# Jean Rougeot de Briel
Pour les articles homonymes, voir Rougeot.
Jean Rougeot de Briel (Allanche, 28 avril 1795 - Elbeuf, 6 septembre 1871) est un photographe et artiste miniaturiste français.

## Biographie

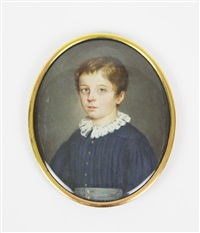
Portrait d'enfant

Petit fils de François-Louis Rougeot de Briel, procureur du roi en la maîtrise des Eaux et Forêts de Bar-le-Duc, Jean Rougeot de Briel se marie à Paris en 1838.
Peintre en miniature, il expose ses oeuvres au Salon de Paris entre 1833 et 1852.
Il part ensuite s'installer à Elbeuf.